# Steven Stucky
Pour les articles homonymes, voir Stucky.
Steven Stucky, né le 7 novembre 1949 à Hutchinson au Kansas et mort le 14 février 2016 à Ithaca, dans l'État de New York,, est un compositeur américain qui a remporté le prix Pulitzer de musique en 2005 pour son Second Concerto pour orchestre.

## Biographie
Né au Kansas, il grandit dans la petite ville d'Abilene, au Texas, où sa famille emménage alors qu'il a 9 ans. Il étudie très tôt la musique dans un établissement scolaire public et prend des cours privés d'alto auprès de Herbert Preston, de direction d'orchestre avec Leo Scheer et de composition sous la tutelle de Macon Sumerlin. Il fait ses études supérieures à l'université Baylor, puis à l'université Cornell.
Il se fait rapidement connaître comme compositeur et reçoit des commandes de plusieurs orchestres américains, dont le Baltimore Symphony Orchestra, le Chicago Symphony Orchestra, le Cincinnati Symphony Orchestra, le Los Angeles Philharmonic, le New York Philharmonic, le Minnesota Orchestra et le Pittsburgh Symphony Orchestra. De 1988 à 2009, il est compositeur en résidence au Los Angeles Philharmonic, la plus longue résidence de l'histoire des orchestres américains. Au Pittsburgh Symphony Orchestra, il est  compositeur de l'année pendant la saison 2011–2012.
Spécialiste de renommée mondiale du compositeur polonais Witold Lutosławski, il est l'auteur d'une étude intitulée Lutoslawski and His Music, parue en 1981. 
Professeur de composition à l'université de Californie à Berkeley et à l'université Cornell, il a également donné des master classes, notamment en Chine et au Curtis Institute of Music.
Il meurt d'un cancer du cerveau à son domicile d'Ithaca en 2016.

## Œuvres

### Orchestre
- Kenningar (Symphony No. 4) (1977–78)
- Transparent Things: In Memoriam V.N. (1980)
- Double Concerto (1982–85, rev. 1989), pour violno, hautbois/hautbois d'amour & orchestre de chambre
- Voyages (1983–84), pour violoncelle & instruments à vents de l'orchestre
- Dreamwaltzes (en) (1986)
- Concerto pour orchestre no. 1 (1986–87)[4]
- Son et Lumière (1988)[5]
- Threnos (1988), pour ensemble à vents
- Angelus (1989–90)
- Anniversary Greeting (1991)
- Impromptus (1991)
- Funeral Music for Queen Mary (d'aprèsPurcell) (1992), pour instruments à vents de l'orchestre
- To Whom I Said Farewell (1992, rev. 2003), pour mezzo-soprano & orchestre de chambre
- Fanfare for Los Angeles (1993)
- Ancora (1994)
- Fanfares and Arias (1994), pour ensemble à vents
- Fanfare for Cincinnati (1994)
- Concerto pour deux flûtes et orchestre (1994)
- Pinturas de Tamayo (1995)
- Musique pour saxophones et cordres (1996)
- Concerto Mediterraneo (1998), pour guitare & orchestre
- Escondido Fanfare (1998)
- American Muse (1999), pour baryton & orchestre
- Concerto pour percussion et orchestre de vents (2001)
- Colburn Variations (2002), pour orchestre à cordes
- Etudes (2002), concerto for flûte à bec & orchestre de chambre
- Spirit Voices (2002–03), concerto pour percussion & orchestre[6]
- Concerto pour orchestra no. 2 (2003)[7]
- Jeu de timbres (2003)[8]
- Hue and Cry (2006), pour ensemble à vents[9]
- Radical Light (2006–07)[10]
- Rhapsodies pour orchestre (2008)[11],[12]
- Concerto de chambre (2009)
- Silent Spring (2011)[13],[14]
- Symphonie (2012)[15],[16]

### Opéra
- The Classical Style: An Opera (of Sorts) (2013–14), livret de Jeremy Denk, d'après le livre de Charles Rosen[17],[18].

### Œuvres chorales
- Spring and Fall: To a Young Child (1972), pour chœur SATB a cappella
- Drop, drop, slow tears (1979), pour chœur SSAATTBB a cappella
- Cradle Songs (1997), for a cappella SATB choir[19]
- To Musick (2000), pour chœur d'hommes a cappella
- Skylarks (2001), pour chœur SA et SATB a cappella
- Whispers (2002), pour chœur SATB a cappella solo et chœur a cappella SATTBB
- Three New Motets (2005), pour double chœur SATB a cappella (O admirabile commercium, O sacrum convivium, O vos omnes)
- Eyesight (2007), pour chœur SATB a cappella
- August 4, 1964 (2007–08), pour soprano, mezzo-soprano, ténor & baryton solos, chœur SATB & orchestre[20],[21],[22]
- The Kingdom of God (In No Strange Land) (2008), for a cappella SATB choir
- Gravity’s Dream (2009), pour chœur SATB a cappella
- Say Thou Dost Love Me (2012), pour chœur SATB a cappella
- Take Him, Earth (2012) pour chœur SATB et orchestre de chambre
- Winter Stars (2014) pour chœur SATB a cappella
- The Music of Light (2015) pour double chœur SATB a cappella[23]

### Musique de chambre
- Duo (1969), pour alto & violoncelle
- Movements (1970), pour quatre violoncelles
- Quartet (1972–73), pour clarinette, alto, violoncelle & piano
- Movements III.: Seven Sketches (1976), pour flûte & clarinette
- Refrains (1976), pour cinq percussions
- Notturno (1981), pour saxophone alto & piano
- Varianti (1982), pour flûte, clarinette & piano
- Boston Fancies (1985), pour flûte, clarinette, percussion, piano, violon, alto & violoncelle
- Serenade (1990), pour quintette à vent
- Birthday Fanfare (1993), pour trois trompettes
- Salute (1997), pour flûte, clarinette, cor, trombone, percussion, piano, violon & violoncelle
- Ad Parnassum (1998), pour flûte, clarinette, percussion, piano, violon & violoncelle[19]
- Ai due amici (1998), pour ensemble de chambre
- Tres Pinturas (1998), pour violon & piano
- Nell'ombra, nella luce (1999–2000), quatuor à cordes
- Partita-Pastorale after J.S.B. (2000), for clarinette, piano & quatuor à cordes[19]
- Tamayo Nocturne (2001), pour ensemble de chambre
- Sonate en forme de préludes (2003–04), pour hautbois, cor & clavecin
- Meditation and Dance (2004), pour clarinette & piano[19]
- Piano Quartet (2005), pour violon, alto, violoncelle & piano
- Four Postcards (2008), pour quintette à vents & marimba
- Piano Quintet (2009–10), pour deux violons, alto, violoncelle & piano
- Scherzino (2010), pour saxophone alto et piano
- Allegretto quasi Andantino (Schubert Dream) (2010), pour piano à quatre mains
- Aus der Jugendzeit (2011), pour baryton-basse, flûte, clarinette/clarinette basse, violon, violoncelle, piano et percussion
- Rain Shadow (2012), pour violon, alto, violoncelle & piano
- Sonata for violon & piano (2013)
- Cantus (2015), for 6 musicients

### Voix
- Sappho Fragments (1982), pour voix de femme & ensemble de chambre
- Two Holy Sonnets of Donne (1982), pour mezzo-soprano, hautbois & piano
- Four Poems of A.R. Ammons (1992), pour baryton & ensemble de chambre
- To Whom I Said Farewell (1992, rév. 2003), pour mezzo-soprano & orchestre de chambre
- American Muse (1999), pour baryton & orchestre
- Aus der Jugendzeit (2010–11), pour baryton & ensemble de chambre
- The Stars and the Roses (en) (2013), pour ténor & orchestre
- The Stars and the Roses (2013), pour ténor & ensemble de chambre
- Out of the Cradle Endlessly Rocking (2014), pour baryton-basse & piano

### Instrument solo
- Three Little Variations for David (2000), pour piano[19]
- Album Leaves (2002), pour piano[19]
- Dialoghi (2006), pour violoncelle
- Dust Devil (2009), pour marimba
- Isabelle Dances (2009–10), pour marimba
- Sonata for Piano (2014)